# Paolo Cevoli
Pietro Paolo Cevoli (Riccione, 29 giugno 1958) è un comico e cabarettista italiano.

## Carriera
A partire dall'età di undici anni, durante tutte le estati tra un anno scolastico e l'altro, aiuta i genitori nella gestione dell'albergo di famiglia nella natìa Riccione. Frequenta l'Università di Bologna tra il 1979 e il 1983 e si laurea in giurisprudenza. Dopo la laurea lavora come gestore al Grand Hotel di Rimini. Il 31 marzo 1986 si sposa con la stilista Elisabetta Garuffi e la coppia ha due figli, Giacomo (1988) e Davide (1990). Nel 1990 si trasferisce a Bologna con la famiglia.
Nello stesso anno partecipa al concorso per giovani comici “La Zanzara d'Oro”, dove risulta terzo classificato dopo Antonio Albanese. È la prima esperienza come comico-caratterista. Tra il 1990 e il 1991 partecipa come ospite (15 puntate) al Maurizio Costanzo Show. Nel frattempo continua il suo lavoro "ufficiale". Seguendo le orme del padre, diventa imprenditore ed apre un locale investendo tutti i propri risparmi. Il locale comincia ad essere frequentato da personaggi dello spettacolo, tra cui Gino e Michele, che si accorgono che Cevoli è molto bravo ad intrattenere gli ospiti, mostrando una particolare brillantezza nel raccontare barzellette, e decidono di invitarlo ad esibirsi in un locale di Milano, lo Zelig, palestra per volti più o meno noti del cabaret. Inizialmente Cevoli declina l'invito, poi accetta (2001). Dal locale passa direttamente alla trasmissione televisiva su Italia 1 del lunedì sera, dove porta alla ribalta quello che diventerà il suo personaggio più conosciuto, Palmiro Cangini, assessore di un immaginario comune romagnolo (2002). Per tutto il decennio è ospite fisso di Zelig e protagonista di tour estivi.
Nel 2008 è stato testimonial del "Banco farmaceutico" ed ha girato uno spot televisivo, andato in onda anche gli anni successivi. È poi apparso in uno spot per Kerakoll insieme a Claudio Bisio. Cevoli vive tuttora a Bologna con la moglie e i figli. Ha continuato e continua con successo a fare spettacoli, ma il suo lavoro "ufficiale" è quello di consulente nel settore della ristorazione. Dal 2021 torna ad esibirsi a Zelig con il personaggio dell'assessore Palmiro Cangini. Nel 2023 partecipa alla terza edizione di LOL - Chi ride è fuori su Prime Video mentre nell'anno successivo partecipa insieme alla moglie all'undicesima edizione di Pechino Express in onda su Sky Uno.

## I personaggi
I personaggi di Cevoli sono delle forti caratterizzazioni, quasi delle “macchiette”. Con l'assessore Cangini e l'imprenditore Teddi Casadey, il comico sfrutta le sue origini romagnole.

### Palmiro Cangini
Palmiro Cangini è l'assessore alle “attività varie ed eventuali” di Roncofritto Superiore, comune (immaginario) dell'entroterra romagnolo. Cangini si presenta sempre sul palco molto nervoso e di cattivo umore e durante il suo numero di cabaret è sempre affiancato da Claudio Bisio, che gli fa da spalla e diviene la vittima di tutte le nevrosi dell'assessore, il quale a volte si lancia in una specie di delirante comizio, altre volte chiede a Bisio di scrivere una lettera ad un politico importante urlandogli le parole.
Caratteristiche di Cangini sono la fascia tricolore indossata sulla spalla sinistra e con la banda rossa dal lato del collo, cioè in modo esattamente contrario a quello corretto, e lo sproloquio, cioè un discorso prolisso, confuso e inconcludente, in cui a malapena si distingue l'argomento. La chiosa è sempre «Con questo cosa voglio dire? Non lo so. Però c'ho ragione e i fatti mi cosano.». Un'altra frase che ripete spesso è «Fatti, non pugnette». Cangini è una rappresentazione dello stereotipo dell'assessore dei piccoli comuni, infervorato dalla politica e dalla sua carica.
 
Ha fatto da testimonial in uno spot pubblicitario per Mirabilandia.

### Teddi Casadey
Teddi Casadey è la “controparte” di Cangini. È un imprenditore ed è proprietario del “Glorioso Maialificio Casadey S.r.L.”, "lider" nel settore della "maialistica", cioè un allevamento di suini che produce salumi e prodotti affini. Si presenta, all'opposto di Cangini, con un largo sorriso, e imbastisce un discorso farneticante, inserendo anche delle parole tipiche del gergo del marketing. Di tanto in tanto lo chiama al cellulare Bill Gates che vorrebbe farsi assumere, ma Casadey gli nega sempre il posto di lavoro, dicendogli che è un patacca e non sa nemmeno usare il computer.

### Lothar
Lothar, una macchietta surreale, viene inviato dall'agenzia “Eventi Mandrake Management 2003” come sostituto per VIP che sono impossibilitati a presentarsi come ospiti nella trasmissione. Si presenta a torso nudo, con il fez in testa e una tunica leopardata, mangiando un enorme panino tenuto insieme con del nastro adesivo.

### Olimpio Pagliarani
Soprannominato “Il lepro di Viserbella”, compare in televisione per la prima volta nell'edizione 2005 di Zelig Circus. È un motociclista e racconta le gare a cui ha preso parte, alcune ai limiti dell'assurdo, come la Parigi - Parigi, una gara che consiste in un giro del mondo che parte da Parigi e termina sempre a Parigi, che si corre "picco col sole", cioè contro il fuso orario, e in cui i piloti vengono squalificati se vengono superati dalla loro ombra.

### Yuri
Yuri è un tifoso di Valentino Rossi esaltato ed accanito, che assieme al suo idolo ha lavorato ad una serie di pubblicità per Fastweb.

## I libri
Paolo Cevoli ha pubblicato alcuni libri, che non sono semplici raccolte dei suoi sketch ma veri e propri romanzi basati sui suoi personaggi:
- Cent'anni di Roncofritto (2002), Premio Forte dei Marmi;
- Mare mosso bandiera rossa (2003), Premio Flaiano;
- Maiali & menaggement (2004);
- Si vive solo 200 volte, scritto con Patrick Fogli (2008);
- La Penultima Cena (2011), testo del monologo teatrale che lo stesso Cevoli ha portato in giro per l'Italia a partire dal 2010;
- Manuale di marketing romagnolo (2021).
- Il sosia di LUI: La vera storia del falso Mussolini (2023).

## Spettacoli
- Roncofritto global show (2003-2004)
- Motonave Cenerentola (2003-2004)
- Ah che bel vivere! (2005-2006)
- Disco Paradise '77 (2009-2010)
- La Penultima Cena (2010-2012)
- Musica Maestro (2011-)
- Il sosia di Lui (2013-)
- Perché non parli (2015-)
- La Bibbia raccontata nel modo di Paolo Cevoli (2017-)

## Filmografia
- 2061 - Un anno eccezionale (2007)
- Era troppo grosso (2010)
- Soldato semplice (2015)
- 50 km all'ora, di Fabio De Luigi (2024)